# Résolution des forces en présence
Résolution des forces en présence is een artistiek kunstwerk van Vincent Mauger. Het kunstwerk werd in 2014 onthuld in het parc des Chantiers in de Franse stad Nantes.  Dit park van 13 hectare werd geopend in 1987 op de plaats van een voormalige scheepswerf. Het kunstwerk bestaat uit houten staken die vastgemaakt zijn aan een centrale metalen as. Het kunstwerk maakt deel uit van Estuaire, een parcours van hedendaagse kunst.